# Talbrücke Streichgrund
Die Talbrücke Streichgrund  ist eine 450 m lange Balkenbrücke. Sie liegt im Zuge der BAB 71 im Thüringer Wald zwischen den Anschlussstellen Ilmenau-Ost und West und überspannt ein Tal mit dem Naturbiotop des Streichteichs, dem Wiesenbach und der L2272 zwischen den Ilmenauer Stadtteilen Unterpörlitz und Heyda in einer Höhe von maximal 27 m.
Die Brücke ist im Grundriss gekrümmt, hat ein Quergefälle von 2,5 % und steigt Richtung Schweinfurt an. Gebaut wurde sie mit zwei getrennten Überbauten zwischen den Jahren 2000 und 2002. Die Kosten betrugen 29 Millionen DM.

## Unterbauten
Die mittleren drei Pfeiler sind auf Großbohrpfählen gegründet, die restlichen vier Pfeiler und die Widerlager haben eine Flachgründung. Die maximale Pfeilerhöhe beträgt 23 m.

## Überbauten

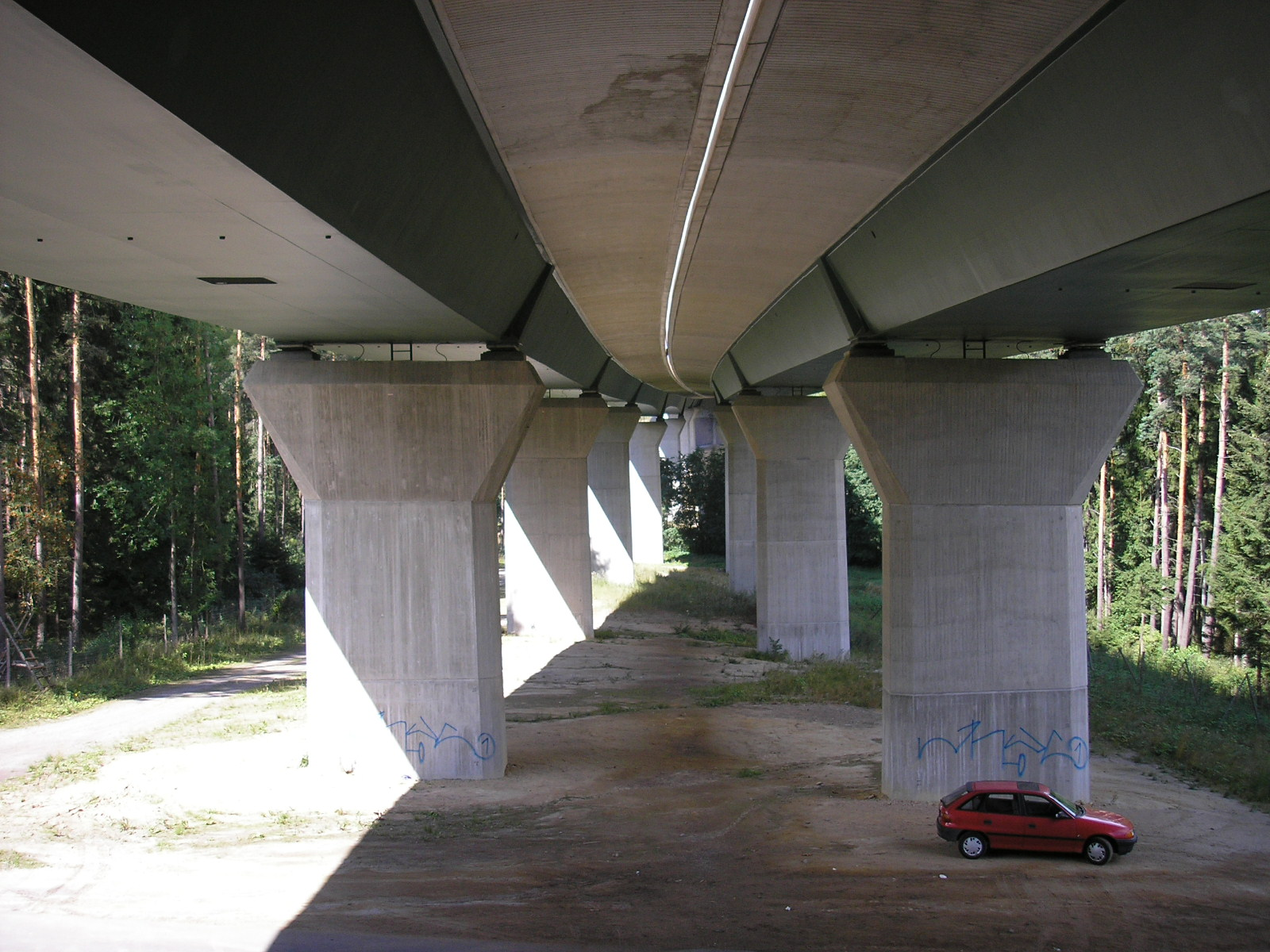
Brückenunterseite

Die Stützweiten des achtfeldrigen Überbaus Nord betragen 35 m + 45 m + 55 m + 65 m + 85 m + 70 m + 54 m + 40 m, der Überbau Süd hat 37,6 m + 48 m + 57 m + 70 m + 85 m + 65 m + 50 m + 37,4 m. Die drei mittleren Brückenfelder mit den großen Spannweiten oberhalb von 57 m sind über zwei Stützen gevoutet ausgebildet und besitzen dort eine maximale Querschnittshöhe von 4,0 m. Die kürzeren Randfelder haben eine konstante Bauhöhe von 2,5 m. Die Überbauten der Stahlverbundbrücke weisen unten einen 5,5 m breiten Stahltrog und eine mit Kopfbolzendübeln verbundene 14 m breite gevoutete Stahlbetonfahrbahnplatte auf.